# Luisenkopf
Der Luisenkopf ist ein 3207 m ü. A. hoher Berggipfel der Glocknergruppe. Er wurde erstmals am 6. September 1853 durch Nord-Süd-Überschreitung von A. Bauernfeind und A. Payr bestiegen.

## Lage
Der Luisenkopf ist eine untergeordnete Erhebung am Luisengrat, dem Auslauf des Stüdlgrats (Südwestgrat des Großglockners). Er befindet sich am Glocknerkamm im Süden der Glocknergruppe in der Kernzone des Nationalparks Hohe Tauern bzw. im Gemeindegebiet von Kals am Großglockner. Der Luisenkopf liegt zwischen der „Schere“ (3037 m ü. A.) im Süden und der Luisenscharte (3175 m ü. A.) im Norden, wobei die Luisenscharte den Luisenkopf vom nördlich gelegenen Großglockner trennt. Westlich des Luisenkopfs liegt das Teischnitzkees, das den Luisenkopf vom Gramul trennt. Östlich erstreckt sich zu den Blauen Köpfen das Ködnitzkees. Im Süden befindet sich die Stüdlhütte, nächstgelegene Täler sind im Südwesten das Tal des Teischnitzbaches bzw. im Südosten das Tal des Ködnitzbaches.

## Aufstiegsmöglichkeiten
Der Normalweg auf den Luisenkopf führt von der Stüdlhütte zur „Schere“ und danach am Luisengrat in leichter Kletterei zum Gipfel (I). Als Alternative bietet sich bei guten Verhältnissen die leichtere Ersteigung durch eine kurze Begehung des Teischnitzkees und der Schlussanstieg über die schuttbeladene Westflanke an.